# 朝日中高生新聞
朝日中高生新聞（あさひちゅうこうせいしんぶん、英文：Asahi Student Newspaper）は、朝日新聞社の子会社である朝日学生新聞社が毎週日曜日に発行している、中学生および高校生向けのタブロイド新聞である。略称は朝中（あさちゅう）。
発行部数は2022年時点で41,166部である。購読料は月極め1,200円、1部売りは310円となっている。また、ジュニア朝日海外電子版では海外向けの電子版サービスが展開されている。

## 概要
1975年4月5日創刊。当初は中学生向けの新聞としてスタートしたため、タイトルは『朝日中学生ウイークリー』というものであった。
中学生向け新聞であった当時には世界の最新ニュースを朝日新聞の記者が中学生向けに解説した記事や、中学生が特に注目するファッション、イベント、芸能、高校受験などの記事が掲載され、読者の投書による、いじめの実態やいじめっ子、いじめられた子の本音を紹介するコーナー「いじめ伝言板」が注目を集めていた。また2008年12月20日付の朝日小学生新聞に見本紙として折り込みされていた。
朝日学生新聞社に対して高校生やその保護者、高等学校の教師などから『高校生向けの新聞も欲しい』という声が寄せられたこともあって、朝日学生新聞社は高校生向けの新聞を別に発行するか、『朝日中学生ウィークリー』を高校生にも読めるようにするかを検討した結果、後者を採用することとし、2014年10月に読者対象を高校生にも拡大して紙面の大幅リニューアルに踏み切った。このためタイトルも『朝日中高生新聞』と改め、装いを新たにして再スタートし、2014年10月5日発行号から現行の『朝日中高生新聞』として発行されている。

## 主なコーナー

### ニュース関係
- 1面の記事から
- NEWS WATCHER
- 5分でわかる ニュース1週間

### 学習・受験関係
- 学Vロード
- 英検 合格への道
- 漢検 卒業までに3級を
- 数検 3級合格の定理
- 勉強が楽しくなるコラム
- 天声人語で200字作文
- エンスタナビ

### 学校生活
- 読者投稿欄
- いじめ伝言板
- ニュース捜査班

### その他
- Bookコーナー
- 中塚翠涛先生の美文字コラム
- Hey!Say!JUMPのコーナー
- NEXT MUSIC
- ヒャダ兄さんがノリノリで相談にノリますよ？
- LiLiCoの映画特急便

### キャリア教育
- 夢ナビ! 事リポート